# 布拉萨河
布拉萨河（River Brathay）是英格兰西北部坎布里亞郡的一条河流。它的名字来自古諾斯語，意思是「宽阔的河流」 。有人在該河流上進行皮划艇運動。